# Jim McGreevey

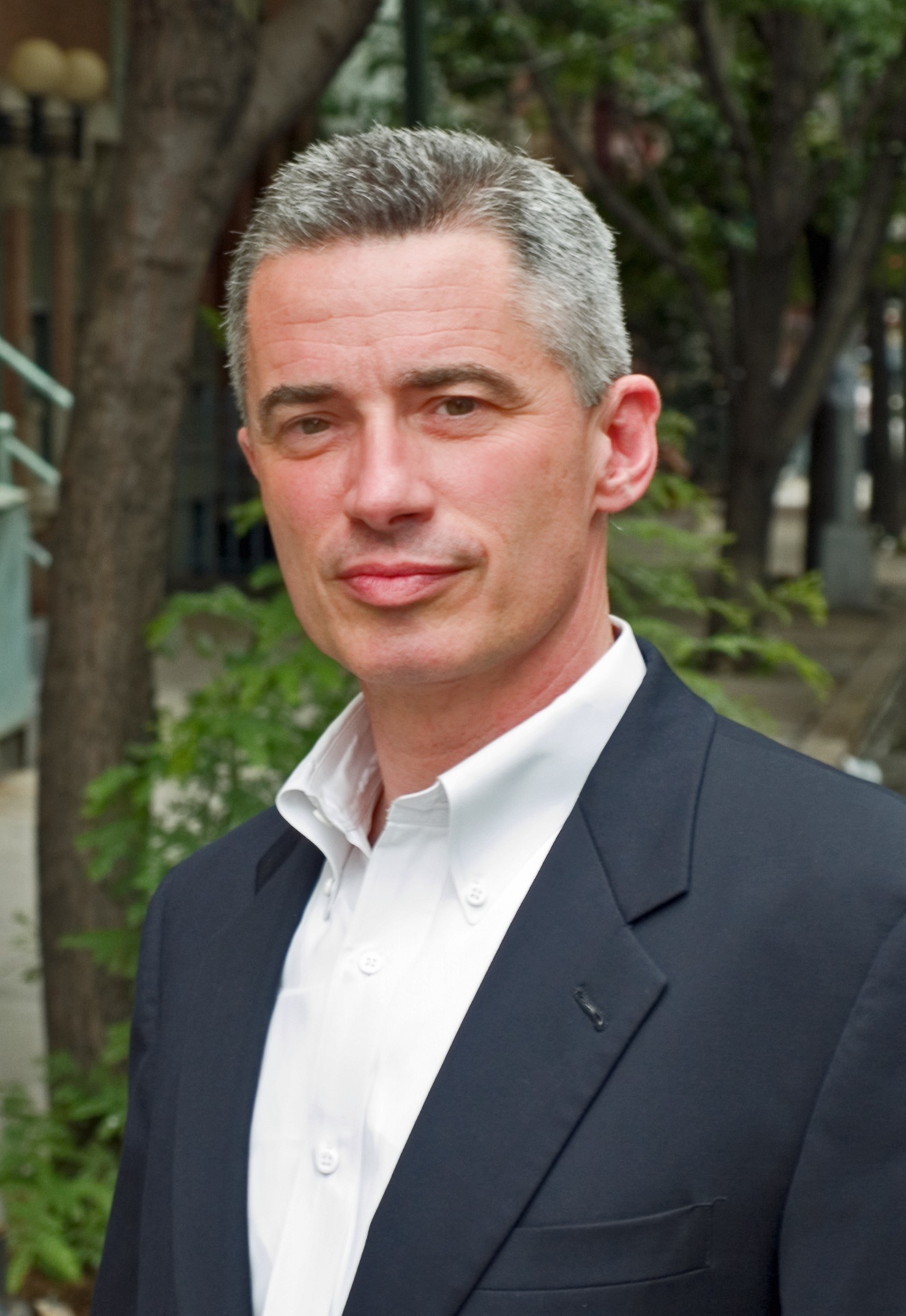
Jim McGreevey (2009)

James Edward „Jim“ McGreevey (* 6. August 1957 in Jersey City) ist ein US-amerikanischer Politiker. Er war der Gouverneur des US-Bundesstaates New Jersey.
McGreevey wurde 2001 gewählt und 2002 vereidigt. Er ist Mitglied der Demokratischen Partei und war zuvor Bürgermeister von Woodbridge und Mitglied des Parlaments von New Jersey. Von 1990 bis 1992 gehörte er der General Assembly an, von 1993 bis 1997 dem Staatssenat.
Am 12. August 2004 gab McGreevey eine Pressekonferenz, in der er eine Affäre mit einem anderen Mann als Grund für seinen Rücktritt angab.
McGreevey hat eine Tochter aus seiner ersten Ehe mit der Kanadierin  Kari Schutz. Aus seiner zweiten Ehe mit der Portugiesin Dina Matos entstammt eine weitere Tochter. McGreevey lebt gegenwärtig von seiner zweiten Ehefrau getrennt und befindet sich in einem Scheidungsverfahren. Er konvertierte von der Katholischen Kirche zur Episkopalkirche der Vereinigten Staaten von Amerika.